# Попівська сільська рада (Новгород-Сіверський район)
Попі́вська сільська́ ра́да — адміністративно-територіальна одиниця та орган місцевого самоврядування в Новгород-Сіверському районі Чернігівської області. Адміністративний центр — село Попівка.

## Загальні відомості
Попівська сільська рада утворена у 1919 році.
- Територія ради: 48,084 км²
- Населення ради: 585 осіб (станом на 2001 рік)

## Населені пункти
Сільській раді підпорядковані населені пункти:
- с. Попівка
- с. Муравейник

## Склад ради
Рада складається з 12 депутатів та голови.
- Голова ради: Романьок Микола Васильович
- Секретар ради: Абушок Віра Анатоліївна

### Керівний склад попередніх скликань
| Прізвище, ім'я, по батькові | Основні відомості                                                 | Дата обрання | Дата звільнення |
| --------------------------- | ----------------------------------------------------------------- | ------------ | --------------- |
| Романьок Микола Васильович  | Сільський голова, 1961 року народження, освіта вища, безпартійний | 26.03.2006   | 31.10.2010      |
| Романьок Микола Васильович  | Сільський голова, 1961 року народження, освіта вища, безпартійний | 31.10.2010   |                 |

Примітка: таблиця складена за даними сайту Верховної Ради України

### Депутати
За результатами місцевих виборів 2010 року депутатами ради стали:

#### За суб'єктами висування
| Суб'єкт висування                 | Кількість обраних депутатів | %    |
| --------------------------------- | --------------------------- | ---- |
| Самовисування                     | 6                           | 50   |
| Партія регіонів                   | 4                           | 33,3 |
| Комуністична партія України       | 1                           | 8,3  |
| Політична партія «Сильна Україна» | 1                           | 8,3  |

#### За округами
| № округу                          | Прізвище, ім'я, по батькові       | Дата визнання обраним | Освіта  | Партійна приналежність                  | Відомості про обраного депутата                                                                                       |
| --------------------------------- | --------------------------------- | --------------------- | ------- | --------------------------------------- | --- |
| Комуністична партія України       |                                   |                       |         |                                         | |
| 8                                 | Вербенський Володимир Миколайович | 04.11.2010            | середня | член Комуністичної партії України       | ТОВ «Хлібороб», різноробочий                                                                                          |
| Партія регіонів                   |                                   |                       |         |                                         | |
| 1                                 | Максименко Ніна Іванівна          | 04.11.2010            | вища    | член Партії регіонів                    | ТОВ «Хлібороб», директор                                                                                              |
| 2                                 | Коврижко Валентина Василівна      | 04.11.2010            | середня | член Партії регіонів                    | ЗАТ «Новгород-Сіверський сирзавод», приймальник молока                                                                |
| 4                                 | Яковенко Сергій Васильович        | 04.11.2010            | вища    | член Партії регіонів                    | тимчасово не працює                                                                                                   |
| 7                                 | Шевкопляс Любов Валентинівна      | 04.11.2010            | вища    | член Партії регіонів                    | ЗАТ «Новгород-Сіверський сирзавод», приймальник молока                                                                |
| Політична партія «Сильна Україна» |                                   |                       |         |                                         | |
| 3                                 | Риковська Олена Михайлівна        | 04.11.2010            | вища    | член Політичної партії «Сильна Україна» | Новгород-Сіверський територіальний центр соціального обслуговування (надання соціальних послуг), соціальний працівник |
| Самовисування                     |                                   |                       |         |                                         | |
| 5                                 | Величенко Надія Іванівна          | 04.11.2010            | вища    | член Української Народної Партії        | пенсіонер |
| 6                                 | Єрошенко Антоніна Володимирівна   | 04.11.2010            | вища    | член Єдиного Центру                     | Попівська загальноосвітня школа I-III ст., вчитель                                                                    |
| 9                                 | Абушок Віра Анатоліївна           | 04.11.2010            | вища    | позапартійна                            | Попівська сільська рада, секретар сільської ради                                                                      |
| 10                                | Шевкопляс Віра Миколаївна         | 04.11.2010            | вища    | позапартійна                            | Попівська сільська рада, головний бухгалтер                                                                           |
| 11                                | Лузік Віктор Григорович           | 04.11.2010            | вища    | член Народної партії                    | тимчасово не працює                                                                                                   |
| 12                                | Путра Віталій Іванович            | 04.11.2010            | середня | позапартійний                           | ДП «Н-Сіверськрайагролісгосп», лісник                                                                                 |